# To Be Kind

To Be Kind est le treizième album studio du groupe de rock expérimental américain Swans, sorti le 12 mai 2014, sous la forme d'un triple LP, d'un double CD et d'une édition de luxe 2 CD qui comprend les enregistrements des concerts donnés au Hellfest Open Air Festival, au Pitchfork Music Festival et au Primavera Sound Festival, ainsi qu'un téléchargement au format numérique,,. La réception critique de l'album a été très positive, poursuivant une série d'albums du groupe salués par la critique. L'album a culminé à la 37e position du Billboard 200 américain et a fait ses débuts à la 38e place du UK Albums Chart. Ces deux classements sont les plus élevés atteints par Swans pour un album studio. C'est aussi la première fois que le groupe se classe simultanément dans le top 40 dans ces deux pays.

## Historique
To Be Kind a été produit par le leader du groupe Michael Gira et enregistré par John Congleton dans les studios Sonic Ranch et Congleton (Dallas, USA). Les répétitions ont commencé au Sonic Ranch en octobre 2013 et l'enregistrement a démarré peu de temps après. Le mixage s'est terminé à Congleton courant décembre 2013. La plupart des morceaux a été développée à l'occasion des tournées effectuées par le groupe en 2012 et 2013. L'album comporte  des invités : St. Vincent, Cold Specks, Little Annie et Bill Rieflin,. La chanson A Little God in My Hands ainsi que la pochette de l'album sont révélés le 21 mars. Six images de têtes de bébés, créées par Bob Biggs en c. 1976, ont été utilisés comme pochette pour l'album.